# 比科 (阿马雷斯)
比科是葡萄牙布拉加区的一个堂区。总面积2.15平方公里，总人口528人，人口密度245.6人/平方公里。